# 奥林匹克运动会伯利兹代表团
伯利兹於1968年完成奥林匹克运动会首秀，之後該國在1980年以外的所有夏季奧林匹克運動會中都有參賽，該國尚未參加冬季奧林匹克運動會。1968年至1972年間，該國以英屬宏都拉斯名義參加。